# ソーリー・ギルピン
ソーリー・ギルピン（Sawrey Gilpin RA、1733年10月30日 – 1807年3月8日）はイギリスの画家、イラストレーター、版画家である。犬や馬などの動物画を描いた。

## 略歴
イングランド北部の町カーライルで生まれた。軍人でアマチュア画家の息子に生まれ、兄のウイリアム・ギルビン(William Gilpin: 1724-1804) は聖職者、教育者で「ピクチュアレスク」に関する有名な著作のある人物である。
子供時代にカーライルで絵画教室を開いていた父親から絵を学んだ後、14歳でロンドンに移り、海洋画家のサミュエル・スコット(Samuel Scott: 1702-1772)の弟子になった。ギルピンは海洋画を好まず、ロンドンの市場の馬車や馬を描くのを好み、1758年にスコットから独立して動物画家になった。カンバーランド公がギルピンのスケッチを気に入り、パトロンになり、ニューマーケットやウィンザーでカンバーランド公が所有する競馬馬を描くために雇われた。
1762年にイギリス芸術家協会(Society of Artists of Great Britain)の展覧会に出展し、1785年まで馬の絵を出展した。芸術家協会の理事や会長も務めた。芸術家協会が分裂して、創立されたロイヤル・アカデミー・オブ・アーツの展覧会には1786年から出展し、亡くなるまで出展を続け、1795年に準会員に選ばれ、1797年に正会員に選ばれた。
弟子にはジョン・ウォリック・スミス(1749-1831)やジョージ・ガラード(George Garrard: 1760-1826) らがいる。ギャラードはギルピンの娘と結婚した。
息子のウィリアム・ソーリー・ギルピン(William Sawrey Gilpin: 1762-1843)は画家、造園家になった。

## 関連文献
- Cross, David A., Sawrey Gilpin R.A. : Rival of Stubbs, Armitt Library Journal, Ambleside, vol. 1 1998 pp. 64–85
- Gilbey, Sir Walter. Animal painters of England from the year 1650, volume 1 (London : Vinton & Co., 1900) p190 ff.